# Samia arrindia
Samia arrindia är en fjärilsart som beskrevs av Milne-edwards. 1854. Samia arrindia ingår i släktet Samia och familjen påfågelsspinnare. Inga underarter finns listade.